# Anomala batesi
Anomala batesi är en skalbaggsart som beskrevs av Ohaus 1902. Anomala batesi ingår i släktet Anomala och familjen Rutelidae. Inga underarter finns listade i Catalogue of Life.